# Arquebisbat de Tòquio
L'arquebisbat de Tòquio (japonès: カトリック東京大司教区 ; llatí: Archidioecesis Tokiensis) és una seu metropolitana de l'Església catòlica. El 2014 tenia 98.415 batejats al voltant de 19.383.095 habitants. Actualment és dirigida per l'arquebisbe Peter Takeo Okada.

## Territori
L'arxidiòcesi comprèn la ciutat de Tòquio i la prefectura de Chiba.
La seu arxiepiscopal és la ciutat de Tòquio, on es troba la catedral de Santa Maria.
El territori està dividit en 75 parròquies.

## Història
El vicariat apostòlic del Japó va ser erigit el 27 de març de 1846, mitjançant el breu apostòlic Ex debito del Papa Gregori XVI, prenent el territori del vicariat apostòlic de Corea (avui arxidiòcesi de Seül). S'estenia sobre tot el Japó. L'erecció del vicariat apostòlic seguia la temptativa d'establir una diòcesi al Japó després de la de Funay, erigida el 1588 i suprimida de facto a mitjan segle xvii a causa de la persecució dels cristians al Japó.
El 22 de maig de 1876 cedí part del seu territori per tal que s'erigís el vicariat apostòlic del Japó Meridional (avui arxidiòcesi de Nagasaki) i, contextualment, assumí el nom de Vicariat apostòlic del Japó septentrional.
El 17 d'abril de 1891, en virtut de la butlla Ex officio del Papa Lleó XIII, cedí de nou part del seu territori per tal que es formés el vicariat apostòlic de Hakodate (avui bisbat de Sendai), i assumí el nom de vicariat apostòlic de Tòquio.
El 15 de juny del mateix any, el vicariat apostòlic va ser elevat al rang d'arxidiòcesi metropolitana amb el breu Non maius Nobis del Papa Lleó XIII.
El 18 de febrer de 1922 i el 9 de novembre de 1937 cedí més porcions territorials per tal que s'erigissin respectivament de la prefectura apostòlica de Nagoya (avui diòcesi) i del bisbat de Yokohama.

## Cronologia episcopal
- Théodore-Augustin Forcade, M.E.P. † (27 de març de 1846 - 1852 renuncià)
  - Sede vacante (1852-1866)
- Bernard-Thadée Petitjean, M.E.P. † (11 de maig de 1866 - 22 de maig de 1876 nomenat vicari apostòlic del Japó meridional)
- Pierre-Marie Osouf, M.E.P. † (20 de maig de 1876 - 27 de juny de 1906 mort)
- Pierre-Xavier Mugabure, M.E.P. † (27 de juny de 1906 - 27 de maig de 1910 mort)
- François Bonne, M.E.P. † (15 de setembre de 1910 - 11 de gener de 1912 mort)
- Jean-Pierre Rey, M.E.P. † (1 de juny de 1912 - 6 de març de 1926 jubilat)
- Jean-Baptiste-Alexis Chambon, M.E.P. † (16 de març de 1927 - 9 de novembre de 1937 nomenat bisbe de Yokohama)
- Peter Tatsuo Doi † (2 de desembre de 1937 - 21 de febrer de 1970 mort)
- Peter Seiichi Shirayanagi † (21 de febrer de 1970 - 17 de febrer de 2000 renuncià)
- Peter Takeo Okada, des del 17 de febrer de 2000 - 25 d'octubre de 2017 jubilat)
- Tarcisius Isao Kikuchi, S.V.D., des del 25 d'octubre de 2017

## Estadístiques
A finals del 2014, la diòcesi tenia 98.415 batejats sobre una població de 19.383.095 persones, equivalent al 0,5% del total.
| any  | població | població   | població | sacerdots | sacerdots       | sacerdots       | sacerdots             | diàques | religiosos | religiosos | parroquies |
| ---- | -------- | ---------- | -------- | --------- | --------------- | --------------- | --------------------- | ------- | ---------- | ---------- | ---------- |
| any  | batejats | total      | %        | total     | clergat secular | clergat regular | batejats por sacerdot | diàques | homes      | dones      |            |
| 1950 | 15.246   | 7.513.000  | 0,2      | 142       | 24              | 118             | 107                   |         | 65         | 369        | 29         |
| 1970 | 57.912   | 14.874.107 | 0,4      | 443       | 67              | 376             | 130                   |         | 520        | 1.316      | 66         |
| 1980 | 65.566   | 16.325.816 | 0,4      | 463       | 73              | 390             | 141                   | 1       | 641        | 1.690      | 73         |
| 1990 | 82.381   | 17.069.611 | 0,5      | 494       | 81              | 413             | 166                   | 1       | 644        | 1.897      | 79         |
| 1999 | 84.437   | 17.775.082 | 0,5      | 427       | 83              | 344             | 197                   |         | 504        | 1.594      | 79         |
| 2000 | 85.376   | 17.880.513 | 0,5      | 420       | 83              | 337             | 203                   | 1       | 489        | 1.579      | 79         |
| 2001 | 87.038   | 17.986.093 | 0,5      | 407       | 79              | 328             | 213                   | 1       | 479        | 1.596      | 78         |
| 2002 | 87.081   | 17.999.755 | 0,5      | 388       | 78              | 310             | 224                   | 1       | 451        | 1.583      | 78         |
| 2003 | 89.310   | 18.290.876 | 0,5      | 397       | 79              | 318             | 224                   | 1       | 446        | 1.494      | 77         |
| 2004 | 89.409   | 18.408.577 | 0,5      | 390       | 79              | 311             | 229                   | 1       | 448        | 1.475      | 73         |
| 2010 | 96.157   | 19.200.258 | 0,5      | 363       | 82              | 281             | 264                   | 1       | 375        | 1.431      | 75         |
| 2014 | 98.415   | 19.383.095 | 0,5      | 386       | 76              | 310             | 254                   | 1       | 403        | 1.296      | 75         |